# Idaea plesioscotia
Idaea plesioscotia är en fjärilsart som beskrevs av Louis Beethoven Prout 1925. Idaea plesioscotia ingår i släktet Idaea och familjen mätare. Inga underarter finns listade i Catalogue of Life.